# Enrico Bianchetti
Enrico Bianchetti (Domodossola, 12 aprile 1834 – Ornavasso, 31 agosto 1894) è stato un archeologo, storico e fotografo italiano, nonché letterato e poeta.

## Biografia
Nasce a Domodossola, primogenito di Giovanni (1809 - 1890) e Marietta Mantellini di Varzo, la famiglia Bianchetti è originaria di Casale Corte Cerro. Il padre, medico originario di Ornavasso, si trasferì per esercitare a Domossola, della quale fu sindaco; durante il suo mandato fu eretto il Palazzo di Città, e fu il primo deputato ossolano eletto al Parlamento Subalpino.
Enrico, dopo le scuole elementari, frequenta il Collegio Mellerio a Domodossola; dal 1850 frequenta per due anni la facoltà di filosofia a Novara, poi si iscrive, seguendo il desiderio paterno, alla facoltà di giurisprudenza all'Università di Torino dove però non consegue la laurea nonostante il superamento di tutti gli esami. Privo di preoccupazioni economiche, dedica il suo tempo allo studio della storia locale, alla fotografia e alla caccia.
Nel 1855 sposa Clara Sella, figlia di Gregorio Sella, deputato al Parlamento subalpino dal 1849 al 1854 e poi ancora nel 1860 e cugino di Quintino Sella. La coppia avrà due figli, Maria (1866) ed Edgardo (1868). Nel 1855 pubblica Poesie liriche, poi nel 1872 Memorie storiche di Ornavasso.
Nell'estate del 1882 sono ospiti a Palazzo Bianchetti i figli di Amedeo I di Spagna, (Emanuele Filiberto, Vittorio Emanuele e Luigi Amedeo) che stavano compiendo un viaggio di istruzione e alpinistico; in quell'occasione Francesco Denza, precettore di uno dei tre giovani convince Enrico ad istituire in casa sua un osservatorio meteorologico, per il quale vengono destinati alcuni locali dell'edificio attrezzati con aerometri, pluviometri e un sismografo ideato da Bianchetti stesso.
Alle diverse passioni affianca un alacre impegno nella vita politica e civile locale: membro della deputazione provinciale, è tra i fondatori dell'asilo infantile di Ornavasso e della società di mutuo soccorso.
Nel settembre del 1890, durante i lavori di consolidamento della massicciata della Ferrovia Domodossola-Novara viene attivata appena fuori Ornavasso una cava di prestito, durante gli scavi emergono i primi reperti delle tombe dei Leponzi.
Bianchetti, che in quel periodo era Consigliere Provinciale per il Mandamento di Ornavasso, ne cura il recupero ed inizia una campagna di scavo portando alla luce la necropoli di San Bernardo. Gli scavi si interrompono in ottobre per riprendere l'estate successiva anche in località In Persona.
Gli scavi proseguiranno sino ad interrompersi nel 1893. I reperti, una volta fotogragati e catalogati, furono inizialmente esposti al secondo piano di casa Bianchetti e poi spostati nella sezione distaccata del Museo del paesaggio di Verbania.
Nel periodo in cui abitava ad Ornavasso, Bianchetti soggiornava all'attuale "Albergo Italia" che al tempo era la sua casa, nonché studio e osservatorio
Nel 1894 Bianchetti muore per problemi cardiaci. Postumo verrà pubblicato dall'amico Ermanno Ferrero I Sepolcreti di Ornavasso.
Nel 1903 venne eretto nel piazzale antistante la stazione ferroviaria di Ornavasso un busto in bronzo opera dello scultore Luigi Calderini.

## Opere
- Poesie liriche, 1855
- Memorie storiche di Ornavasso, 1872.
- Dei limiti dell'antica contea di Ossola, Novara, 1875.
- I signori di Ornavasso del ramo dei Conti di Castello, Novara, Società Archeologica Novarese, Tip. Rusconi, maggio 1875.
- Statuti della Communità d'Ornavasso, in L'Ossola inferiore. Notizie storiche e documenti, 2. Documenti, Torino, Bocca, 1878.
- Statuta et ordinamenta Communitatis Mergotii, in L'Ossola inferiore. Notizie storiche e documenti, 2. Documenti, Torino, Bocca, 1878.
- Statuta et ordines Communitatis Praemoselli, in L'Ossola inferiore. Notizie storiche e documenti, 2. Documenti, Torino, Bocca, 1878.
- Un dono dell'Abate Carestia al Museo Patrio Novarese. Statuti di Crevola di Valsesia, Novara, 1879.
- I Conti di Biandrate. Notizie storiche e documenti, 1879.
- In Notizie degli scavi, 1892/1893.
- I sepolcreti di Ornavasso, in Atti della Società di Archeologia e Belle Arti per la provincia di Torino, vol. VI, Torino 1896.
- Appunti sull'Ossola Inferiore a altri scritti, Anzola d'Ossola, Fondazione Enrico Monti, 1994.